# 이상수 (1959년)
이상수(李相洙, 1955년 5월 19일 ~ , 전라북도 정읍시)는 대한민국의 정치인이다. 강북구의원을 지냈다.

## 학력
- 경민대학교 자치행정과 졸업

## 경력
- 우이동 자율방범대 자문위원
- 강북재향경우회 사무국장
- 강북재향군인회 운영이사
- 강원도 춘천경찰서 교통조사계장
- 강북경찰서 인수
- 강북경찰서 수유2파출소장
- 더불어민주당 정책위원회 부의장
- 2020.04 ~ 2022.06 제8대 서울특별시 강북구의회 의원
  - 2020.07 ~ 2022.06 제8대 서울특별시 강북구의회 후반기 행정보건위원회 위원
  - 2020.07 ~ 2022.06 제8대 서울특별시 강북구의회 후반기 운영위원회 위원
- 2022.07 ~ 제9대 서울특별시 강북구의회 의원
  - 2022.07 ~ 제9대 서울특별시 강북구의회 전반기 복지건설위원회위원장
  - 2022.07 ~ 제9대 서울특별시 강북구의회 전반기 경전철 교통환경 개선 특별위원회 위원
  - 2022.07 ~ 제9대 서울특별시 강북구의회 전반기 청소행정서비스 특별위원회 위원

## 수상
- 녹조근정훈장 수상

## 역대 선거 결과
|  | 60.25% |

|  | 19.39% |